# Brookesia nana
Brookesia nana es una especie de camaleón endémica del norte de Madagascar. Fue descrita en 2021 y puede que sea el reptil más pequeño conocido. Es de colores marrones rojizos y no suele superar los 2,5 centímetros de longitud. Al contrario que otros camaleones, esta especie no cambia de color y tampoco suele habitar en los árboles, prefiriendo el suelo de los bosques. Otro rasgo diferenciador respecto a otras especies de camaleón es el mayor tamaño de las hembras, probablemente para la ayuda en la carga de los huevos. Las razones de su tamaño tan reducido son aún desconocidas.
La especie fue descubierta por el herpetólogo Frank Glaw y otros investigadores alemanes en 2021 en una selva tropical de Madagascar. Es probable que la especie esté amenazada.